# Comté de Laurel
Le comté de Laurel est un comté de l'État du Kentucky, aux États-Unis, fondé en 1826. Il a été nommé d'après l'arbuste Kalmia latifolia qui est très répandu dans la région.
Son siège se situe à London.